# Макмуллен, Кёртис
Кёртис Трэйси Макмуллен (англ. Curtis Tracy McMullen, род. 21 мая 1958) — американский математик, именной профессор Гарвардского университета, лауреат Филдсовской премии 1998 года. Член Национальной академии наук США (2007) и Американского философского общества (2023).

## Биография
Кёртис Макмуллен родился в 1958 году в Беркли (Калифорния), однако в детстве ему пришлось поездить по США, и он учился в школах в разных городах. В 1976 году он поступил в Вильямс-колледж, который окончил в 1980 году с отличием по математике, и получил стипендию для годичной учёбы в Великобритании. В 1980—1981 учебном году он учился в Эммануил-колледже Кембриджского университета, после чего вернулся в США и стал заниматься научной работой в Гарвардском университете. С помощью Дэвида Мамфорда он сумел познакомиться с работавшим во Франции в Институте высших научных исследований Деннисом Салливаном, и, отправившись туда осенью 1984 года и проведя там семестр, под его руководством написал диссертацию Families of Rational Maps and Iterative Root-Finding Algorithms, которую защитил в Гарварде в 1985 году.
В 1985—1986 учебном году Макмуллен работал в Массачусетском технологическом институте, в 1986—1987 годах — в Институте перспективных исследований, в 1987—1990 годах был доцентом Принстонского университета, в 1990—1997 годах — профессором Калифорнийского университета в Беркли, с 1998 года стал профессором в Гарварде. С 2001 по 2007 года каждое лето он проводил в Институте математики Общества Макса Планка в Бонне (Германия).

## Награды, членство в академиях
- 1991 год — Премия Салема
- 1998 год — Филдсовская премия[9]
- 2004 год — стипендия Гуггенхайма[10]
- 2012 год — действительный член Американского математического общества[11]